# Мезоамериканські системи письма
Мезоамериканські системи письма — виниклі незалежно від інших центрів виникнення писемності системи письма індіанських культур центральної Америки. Розшифровані донині системи письма Мезоамерики поєднували в собі особливості логографії та складових писемностей, тому (а також через рисунок знаків) їх нерідко називають «ієрогліфами». У доколумбовій Мезоамериці було виявлено 15 різних систем письма, багато з них з одного напису. Найбільше пам'яток залишилося від писемності мая. Існує багата література на місцевих мовах, частково на місцевих системах письма, частково в записі латинською абеткою.

## Ольмекське письмо

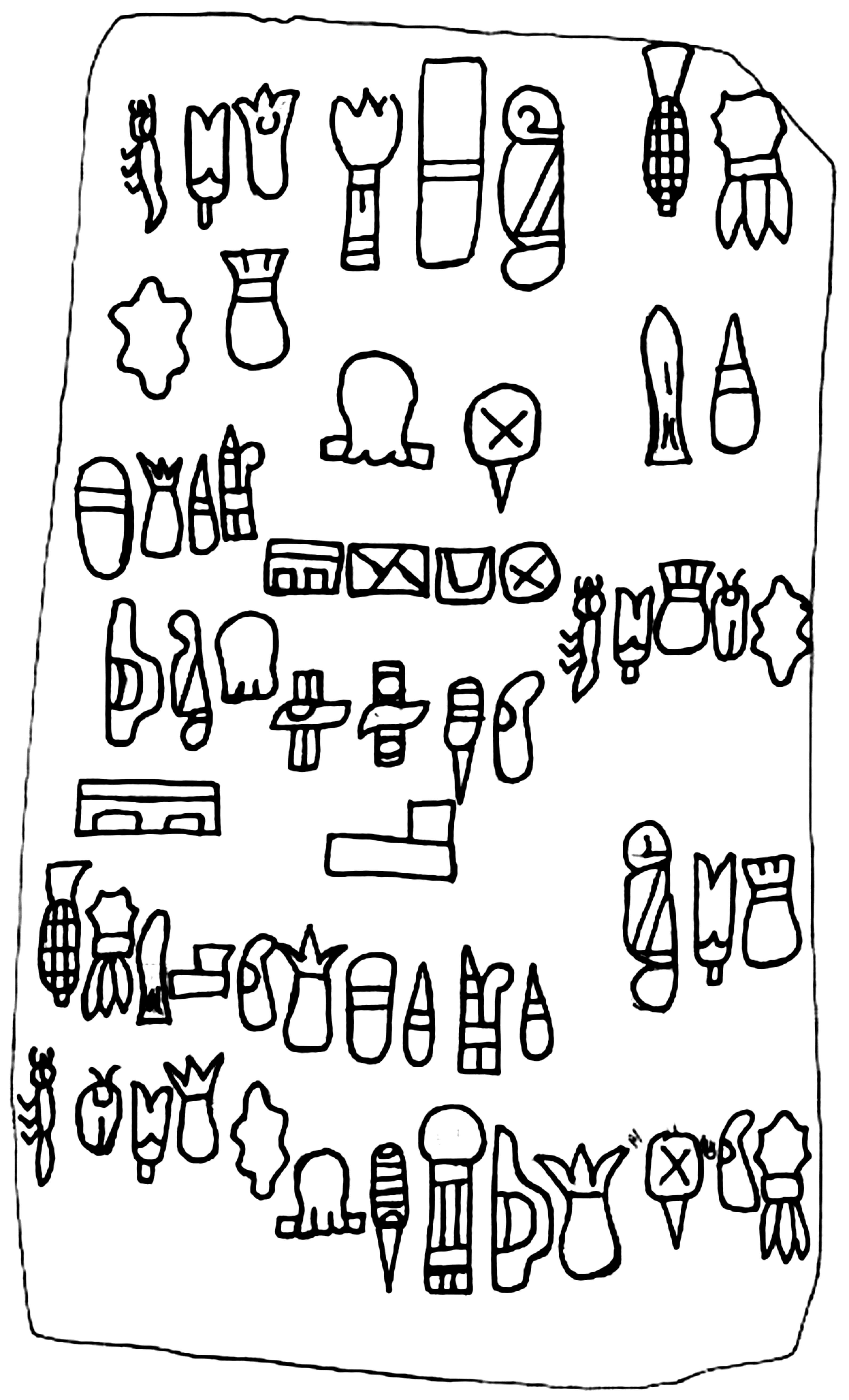
62 знаки на Каскахальському блоці

На ранній ольмекській кераміці виявлено зображення, які можна інтерпретувати як хроніки. Тривалий час також вважалося, що знаки, вирізані на монументальних ольмекських скульптурах, зокрема, на так званому «Монументі посла» (La Venta Monument 13), були ранньою формою ольмекського письма. Ця думка зміцнилася після оголошення 2002 року про відкриття таких знаків у археологічному розкопі Сан-Андрес.
У вересні 2006 року журнал Science опублікував повідомлення про відкриття так званого Каскахальського блока, на якому виявлено 62 знаки, не схожі на якусь іншу з відомих писемностей Мезоамерики. Блок датують приблизно 900 роком до н. е. на підставі датування інших предметів, знайдених поряд. Якщо буде доведено його справжність, то блок виявиться найранішою пам'яткою мезоамериканського письма.

За формою знаків ольмекське письмо нагадує письмо мая і, можливо, є його предком.

## Сапотекське письмо

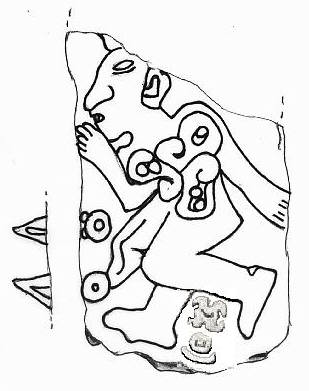
Монумент 3 в Сан-Хосе-Моготе. Два затерті знаки між ногами вождя імовірно означають його ім'я, Землетрус 1

Ще одним кандидатом на ранню писемність у Мезоамериці є писемність сапотекської культури. Сапотекська культура, що виникла в кінці передкласичного періоду після занепаду ольмеків, на території сучасного мексиканського штату Оахака створила імперію з центром в Монте-Албан. На кількох пам'ятниках цієї культури археологи виявили великі тексти малюнкоподібними знаками. Деякі знаки розпізнаються як календарні, проте письмо загалом залишається недешифрованим. Напрямок письма — зверху вниз, виконання — дещо грубіше, ніж у класичної культури мая.

Найраніша пам'ятка сапотекського письма — кам'яне зображення «танцівника» («Danzante»), відоме серед археологів як Пам'ятник 3, виявлене в Сан-Хосе-Моготе (Оахака). За сучасними уявленнями, цей рельєф зображує мертвого бранця, що стікає кров'ю, з двома ієрогліфічними знаками між ніг, які, можливо, що представляють його ім'я. Спочатку пам'ятку відносили до 600—500 років до н. е., і вважали найдавнішою пам'яткою письма Мезоамерики. Проте з приводу датування існують сумніви, аж до того, що пам'ятник спочатку належав іншій культурі, а сапотеки використовували його у своїх цілях. Письмо вийшло зі вжитку в пізній класичний період.

## Епіольмекське або істмійське письмо

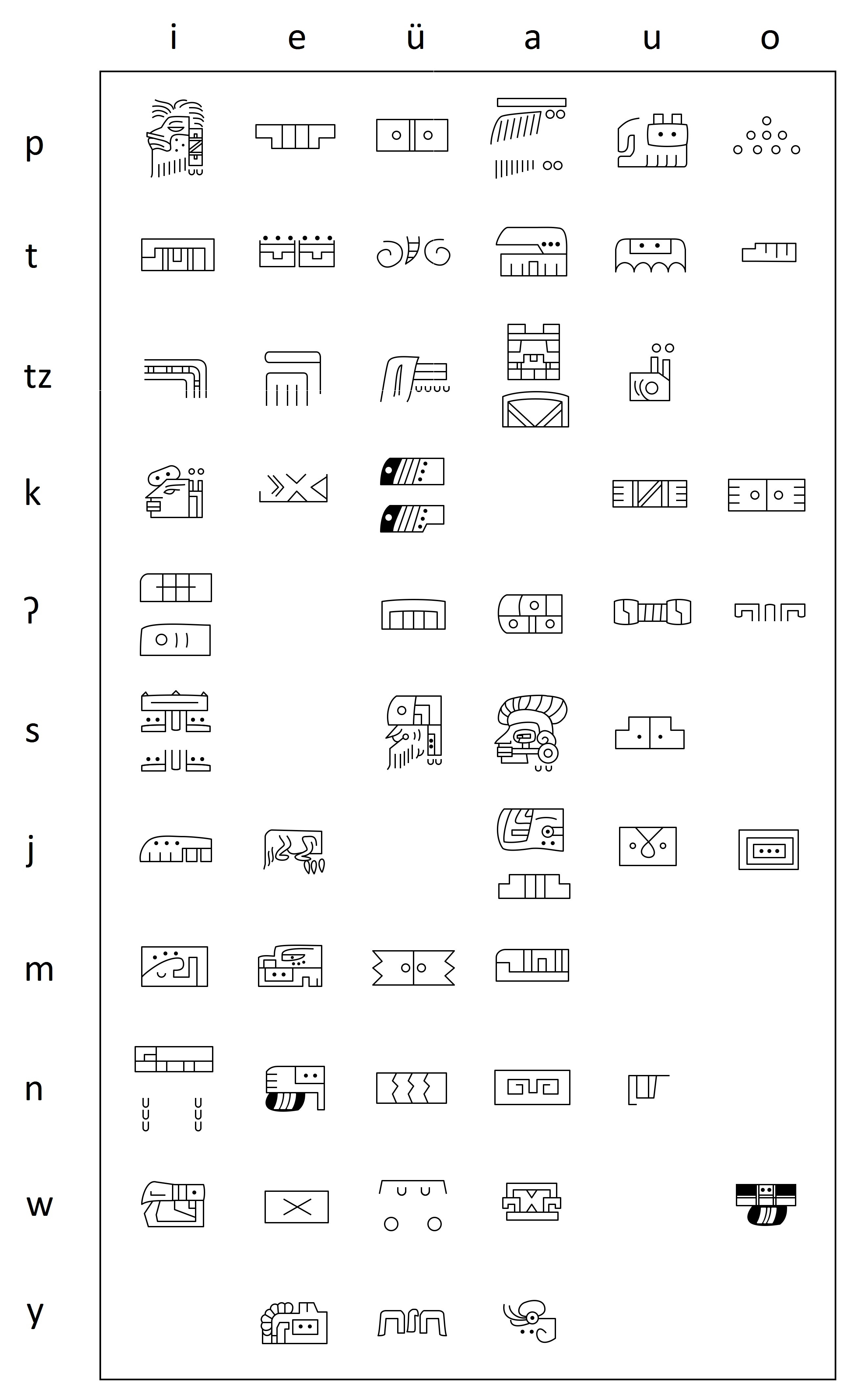
Спроба дешифрування Кауфмана та Джастесона, спростована пізнішими дослідженнями

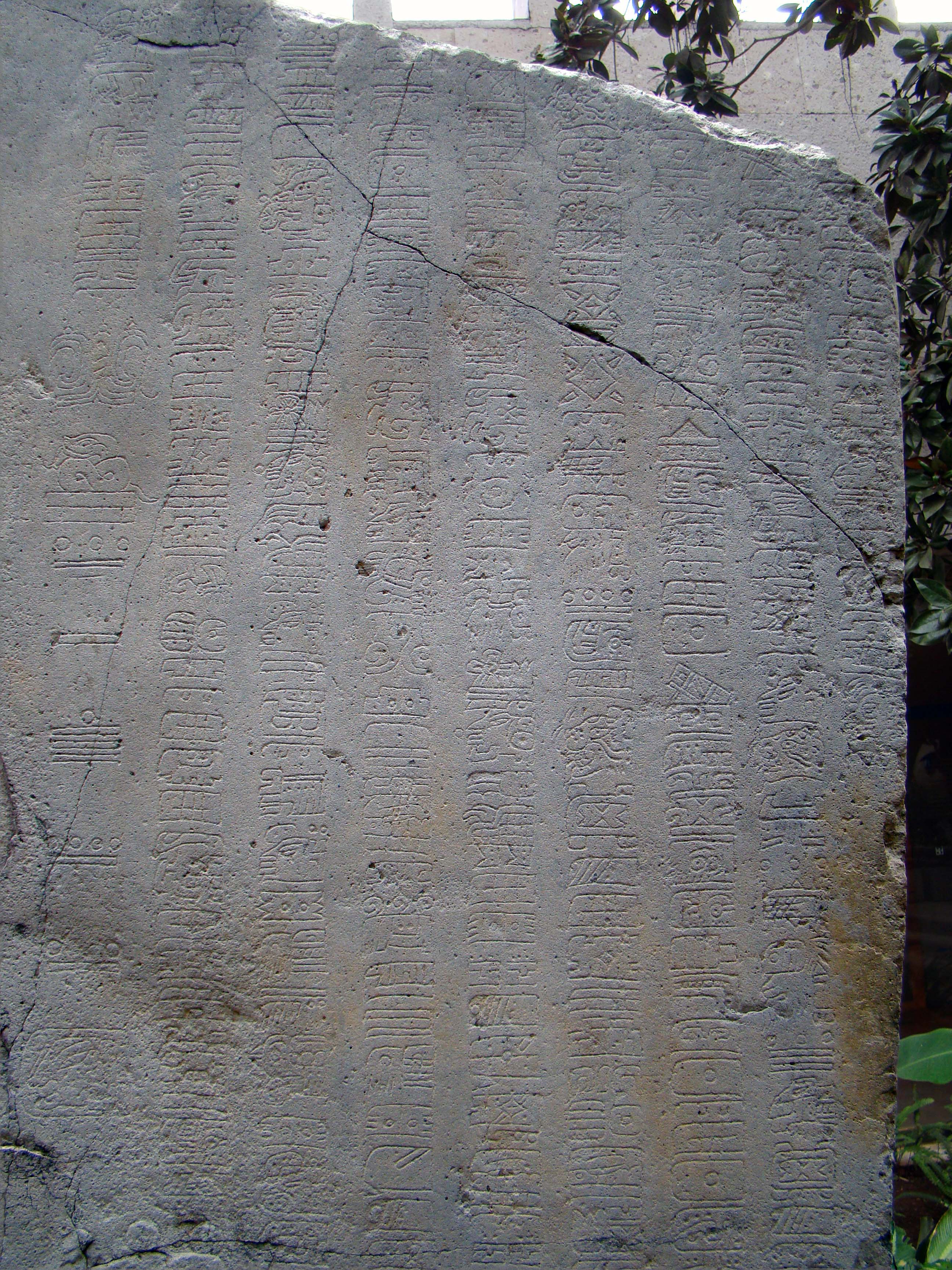
Стела з Ла-Мохарри 1 — напис у три стовпці, датування близько II ст. н. е.

Невелику кількість артефактів виявлено на Теуантепекському перешийку. Вони є ще однією ранньою мезоамериканською системою письма. Припускають, що вони містять календарну інформацію, проте в будь-якому разі є недешифрованими. Найдовшими з цих написів є Стела з Ла-Мохарри 1 та статуетка з Туштли. Система письма дуже близька до письма мая, зокрема, в ній використовуються знаки для афіксів і дати за так званим довгим численням. Припускають, що епіольмекське письмо є предком письма мая, тобто останнє не є винаходом народу мая. Ще один пам'ятник епіольмекського письма — стела з Ч'япа-де-Корсо, найдавніший американський монумент, на якому зазначено його власну дату; згідно з календарем мая, вона відповідає 36 року до н. е.

У статті 1997 року Джон Джастесон (John Justeson) та Терренс Кауфман запропонували дешифрування епіольмекського письма, за що 2003 року ця робота отримала грант Ґуґґенгайма. Проте вже наступного року правильність дешифрування оскаржили Стівен Гаустон і Майкл Коу, які безуспішно спробували застосувати дешифрування Джастесона та Кауфмана до раніше невідомих епіольмекських написів.

## Ісапське письмо

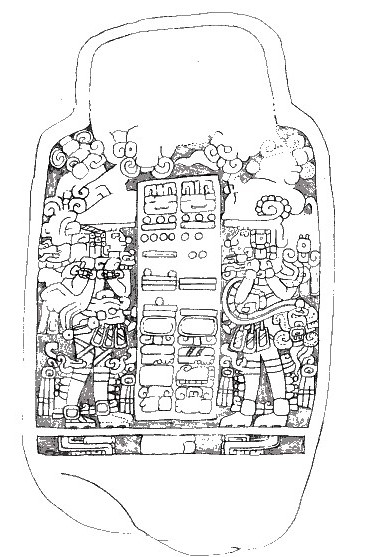
Стела 5 із Такалік-Абахо

На високогірних городищах культури мая Такалік-Абахо та Камінальхую знайдено піктографічні стели, які відносять до культури ісапа. Ймовірно, ці землі в докласичну епоху населяли носії міхе-сокських мов, і мова написів належить до них, ніж є мовою мая. Деякі знаки зазначених написів на вигляд ідентичні знакам письма мая, проте саме письмо залишається недешифрованим. Поступове руйнування цих археологічних городищ залишає мало надій на виявлення нових пам'яток, які могли б допомогти дешифрувати це письмо.

## Письмо майя

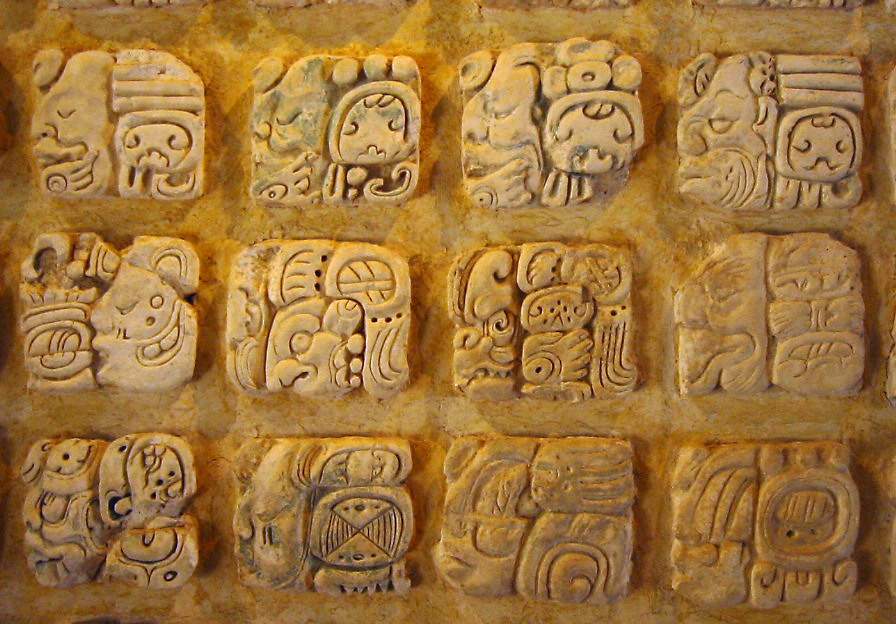
Напис мая на штукатурці в Паленке (Мексика)

Писемність майя представлена середньо-передкласичним періодом на Маянських низовинах, і на думку низки вчених, є найстарішою мезоамериканською писемністю (за іншими гіпотезами, походить від ольмекського письма). Єдина мезоамериканська писемність, яку нині дешифровано (прочитано близько 75 % знаків), за характером є змішаною лого-силабічною, складалася з близько 1000 різних знаків. Сьогодні відомо близько 7000 текстів, записаних письмом мая.

Писемність майя спочатку розвивалася лише з використанням логограм, але пізніше включила використання фонетичних доповнень, щоб розрізняти семантичні значення логограм і для контексту, який допускає складове написання слів.

## Писемність посткласичних культур

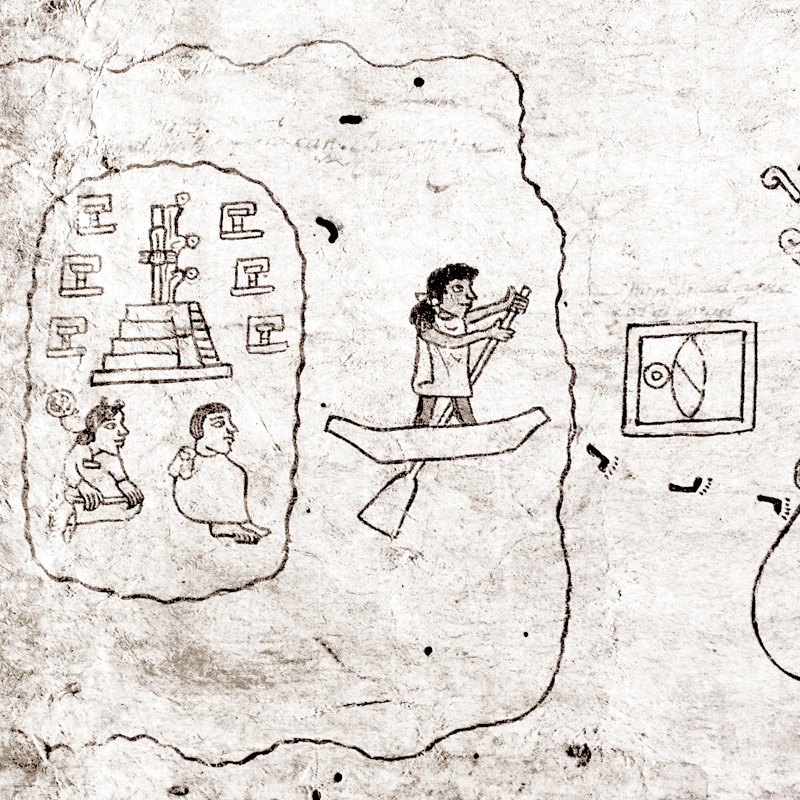
Фрагмент першої сторінки ацтекського кодексу Ботуріні

Після руйнування цивілізації мая систему письма мая продовжували вживати, хоча й у меншому обсязі. Посткласичні написи виявлено на півострові Юкатан у таких місцях, як Чичен-Іца та Ушмаль, проте їхній стиль дуже далекий від досконалості класичних написів мая. Інші посткласичні культури, наприклад, ацтеки взагалі не виробили власних систем письма, але замість них використовували семасіографічні системи знаків, хоча, на думку низки дослідників, у них з часом почали з'являтися ознаки фонетичного листа за ребусним принципом. Ацтекські знаки для імен поєднують логографічні елементи з фонетичними.